# Sierra del Calse
Sierra del Calse är en ås i Spanien.   Den ligger i regionen Katalonien, i den östra delen av landet, 600 km öster om huvudstaden Madrid. Sierra del Calse ingår i Serra de l'Albera.